# Pożegnanie Europy (obraz Aleksandra Sochaczewskiego)
Pożegnanie Europy – właściwie „Na granicy Syberii” obraz olejny autorstwa Aleksandra Sochaczewskiego, namalowany w latach 1890–1894. Dzieło znajduje się w zbiorach Muzeum X Pawilonu Cytadeli Warszawskiej (oddział Muzeum Niepodległości) w Warszawie.
Obraz ma znaczenie symboliczne, Sochaczewski uwiecznił szereg znanych Sybiraków, zesłanych w różnych zsyłkach.